# Camille Jullian
Camille Jullian (Marsella, 15 de marzo de 1859 - París, 12 de diciembre de 1933), fue un historiador, filólogo, epigrafista, francés. Profesor del Colegio de Francia desde 1905, creó la cátedra de Antigüedades nacionales. Autor de la obra monumental Historia de las Galias publicada entre 1907 y 1928. Electo miembro de la Academia Francesa en 1924 para ocupar el asiento número 10.

## Datos biográficos
Con origen en las Cevenas, en el Macizo Central francés, pasó su infancia en Nîmes y siguió sus estudios de secundaria en Marsella.
En 1877, ingresó a la Escuela Normal Superior en París. En 1880, se recibió como historiador, partiendo después hacia Alemania para estudiar en la Universidad Humboldt de Berlín. Más tarde asistió a la Escuela francesa de Roma (1880-1882).
En 1883, sostuvo en la Sorbona su tesis de doctorado sobre las transformaciones políticas en Italia durante el imperio romano, obteniendo una mención especial del jurado por su trabajo.
Fue profesor de la Universidad de Burdeos en 1905, alcanzando la cátedra de Antigüedades nacionales desde donde pudo renovar la historia de las Galias en la que se especializó.

## Obra
- Étude d’épigraphie bordelaise. Les Bordelais dans l’armée romaine. Notes concernant les inscriptions de Bordeaux extraites des papiers de M. de Lamontagne, 1884
- Les antiquités de Bordeaux (Revue archéologique), 1885
- Inscriptions romaines de Bordeaux, 1887-1890
- Ausone et Bordeaux. Études sur les derniers temps de la Gaule romaine, 1893
- Histoire de Bordeaux depuis les origines jusqu’en 1895, 1895
- L'orientalisme à Bordeaux, 1897
- De protectoribus et domesticis augustorum, 1883
- Histoire des institutions politiques de l’ancienne France, de Fustel de Coulanges, 1890
- Gallia, tableau sommaire de la Gaule sous la domination romaine, Hachette, 1892
- Fréjus romain, 1886
- Notes d’épigraphie, 1886
- Les transformations politiques de l’Italie sous les empereurs romains, 43 aC-330 dC., 1884
- Extraits des historiens du XIX eme siecle, 1897
- Inscriptiones Galliae narbonensis Latinae (CIL XII), en colaboración, 1899
- Vercingétorix, 1886
- La politique romaine en Provence (218-59 avant notre ère), 1901
- Recherches sur la religion gauloise, 1903
- Plaidoyer pour la préhistoire, 1907
- Les anciens dieux de l’Occident, 1913
- Les Paris des Romains. Les Arènes. Les Thermes, 1924
- Histoire de la Gaule, ISBN 978-2010212178
- Au seuil de notre histoire. Leçons faites au Collège de France, 1905-1930, 3 vol. 1930-1931
- Les invasions ibériques en Gaule et l'origine de Bordeaux, 1886.
- Le Rhin gaulois : le Rhin français, 1915
- Pas de paix avec Hohenzollern. À un ami du front, 1918
- La guerre pour la patrie, 1919
- Aimons la France, conférences : 1914-1919, 1920
- De la Gaule à la France. Nos origines historiques, 1922

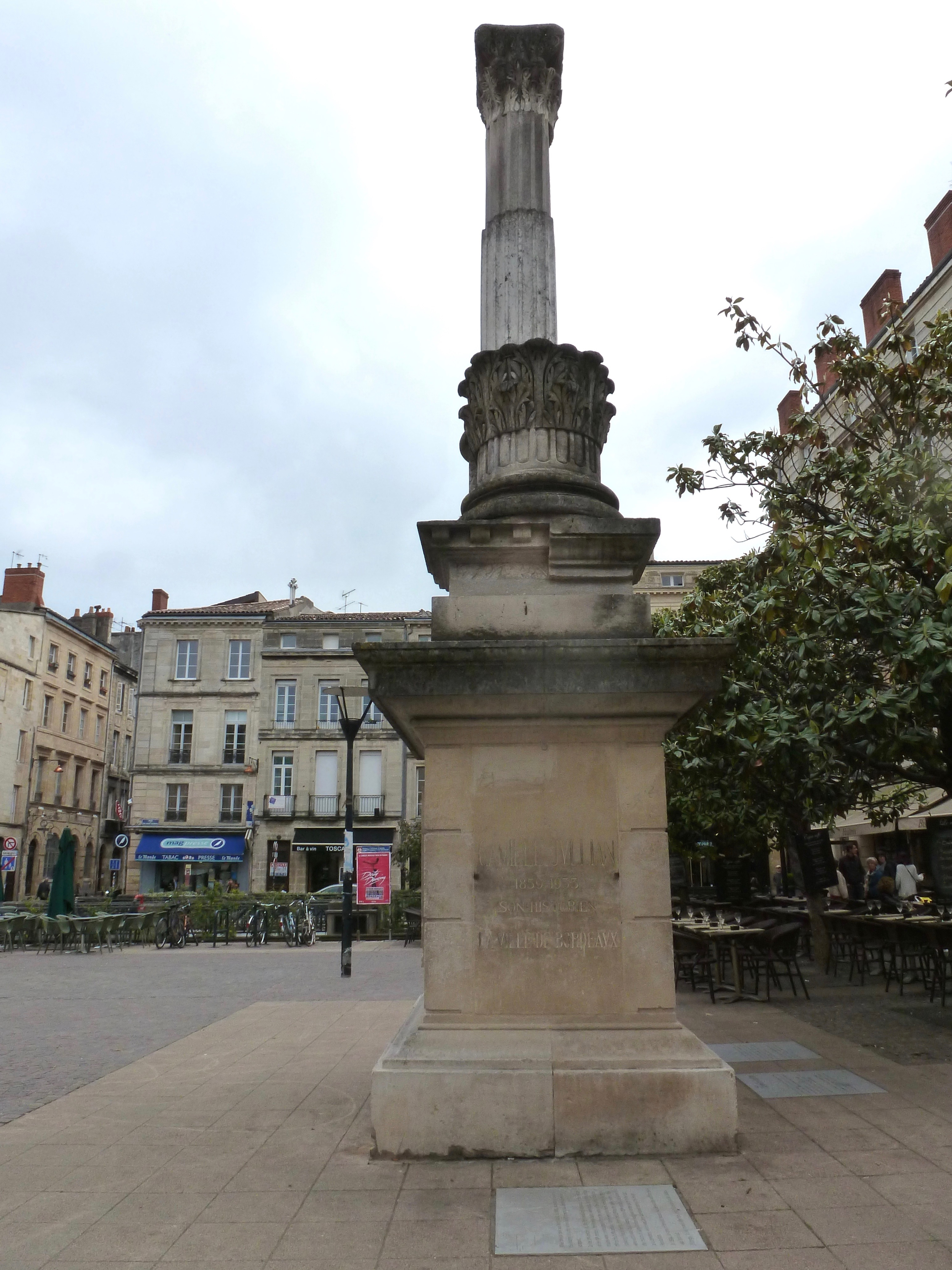
Burdeos: Monumento a Camille Jullian

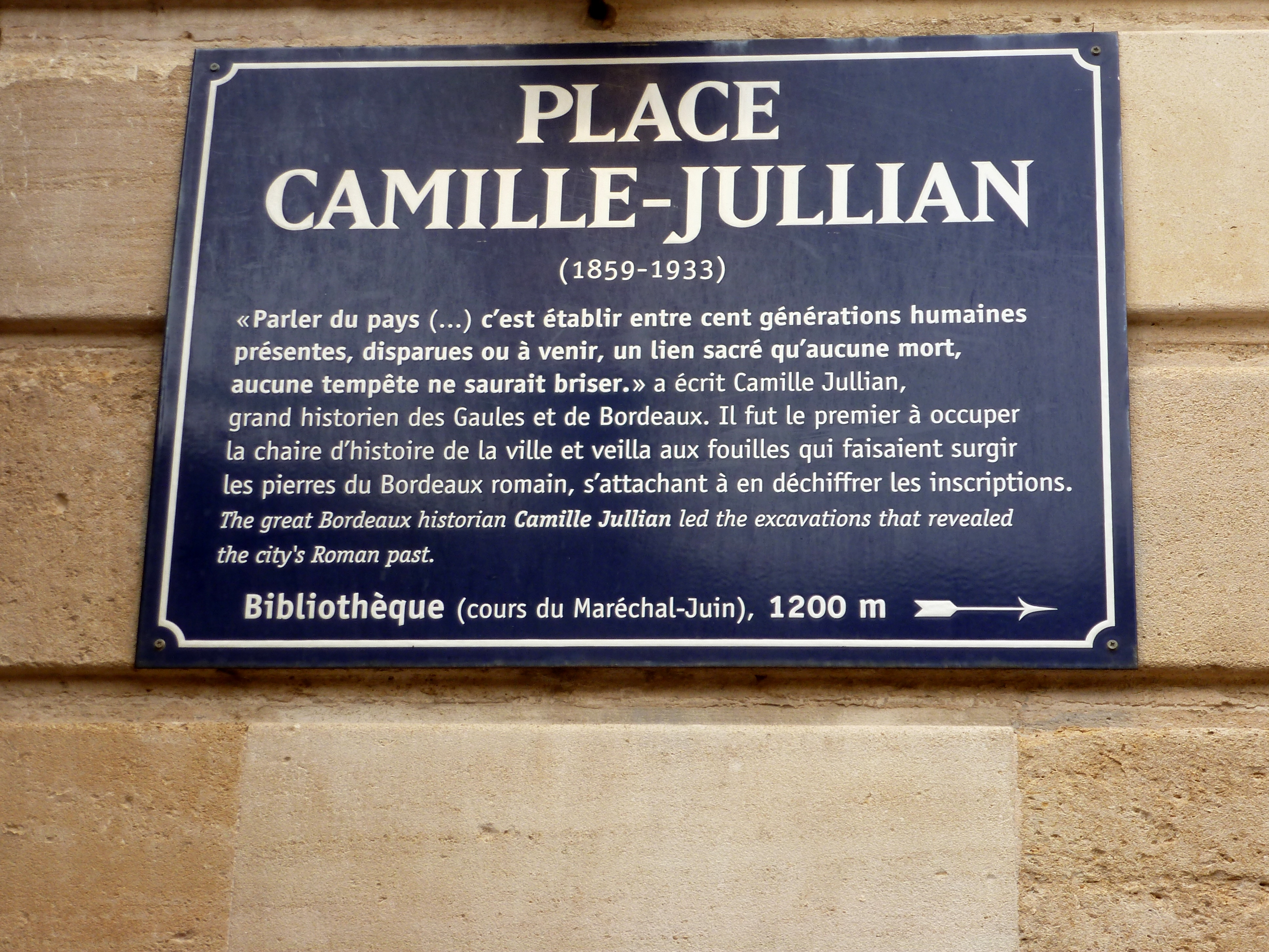
Placa conmemorativa de Camille Jullian, parafraseándolo : "Hablar del país, equivale a establecer entre cien generaciones, pasadas, presentes y por venir, un lugar sagrado que ningún muerto y ninguna tempestad podrán destruir."